# Slingeruurwerk (uurwerk)

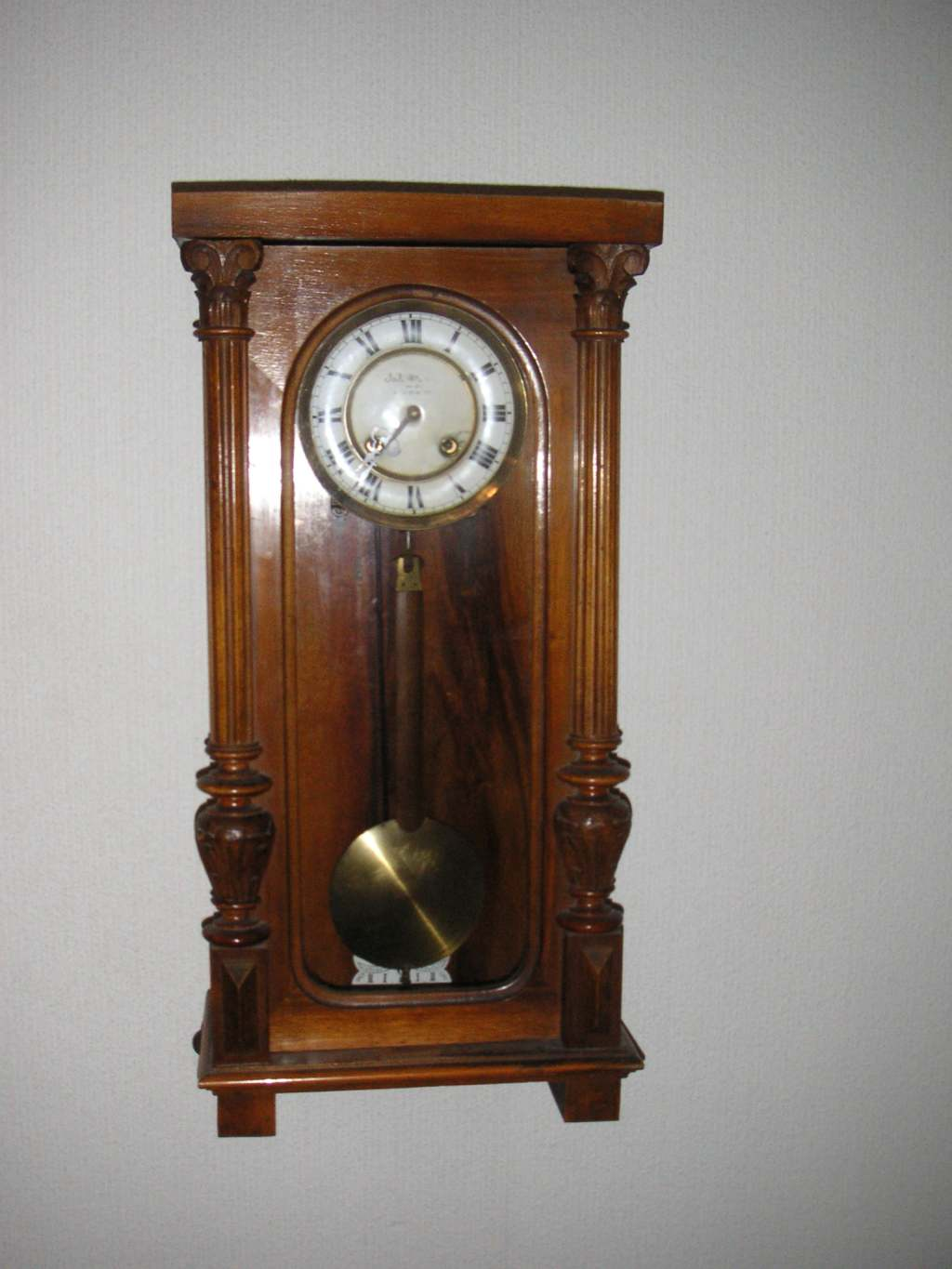
Wandklok met slinger

Een slingeruurwerk of pendule is een uurwerk waarvan de regelmatige loop door een heen en weer bewegende slinger wordt gereguleerd. Zolang de uitwendige krachten die op de slinger werken klein zijn ten opzichte van de zwaartekracht, zal de tijd waarin de slinger eenmaal heen en weer beweegt praktisch constant blijven. Op die manier zorgt de slinger ervoor dat de klok gelijkmatig blijft lopen. Dit draagt bij aan de nauwkeurigheid van de tijdmeting.

## Echappement

Animatie Echappement (ankergang)

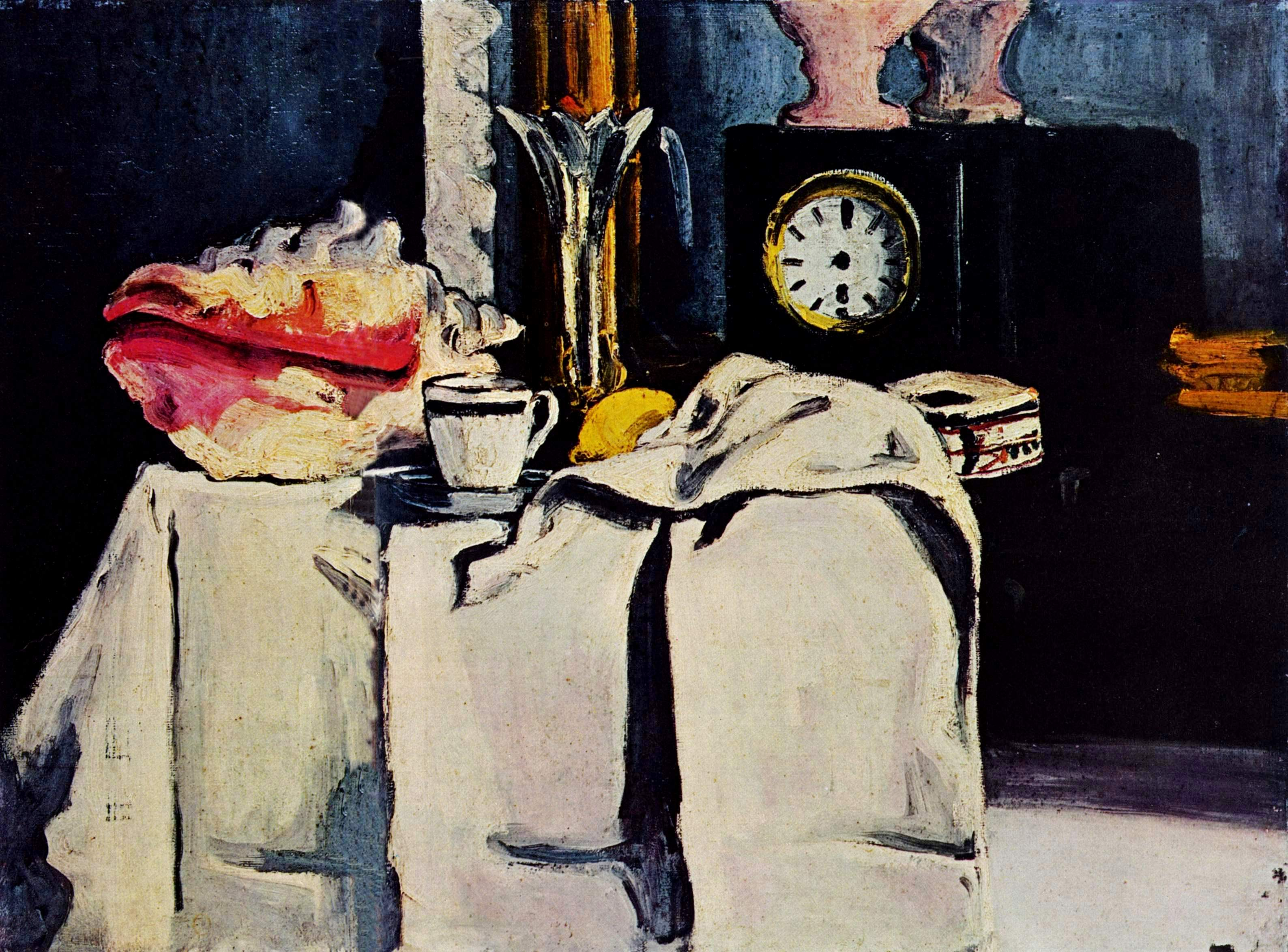
Stilleven met zwarte klok, van Paul Cézanne (1869-1871)

Om te voorkomen dat de slinger reeds na een paar minuten uitgeslingerd is, moet deze steeds weer een zetje krijgen. Dit geschiedt door het echappement, dat enerzijds de slingertijd overbrengt aan het uurwerk en anderzijds de slinger in beweging houdt. Als energiebron hebben de oudste slingeruurwerken een gewicht (dat na een bepaalde tijd weer omhoog getrokken moet worden). Latere klokken werden vaak aangedreven door een gespannen veer, die regelmatig weer opgewonden moest worden.

## Afstelling
Een slingeruurwerk vereist een precieze afstelling van de slinger, want anders loopt de klok te snel of te langzaam. De slingertijd van de ideale slinger wordt niet bepaald door het materiaal of het gewicht van de slinger, maar door de lengte van de slingerarm. Daarenboven mag de uitwijking van de slinger t.o.v. de ruststand niet al te groot zijn. Een ideale slinger bestaat uit een puntmassa aan een (gewichtsloos gedacht) touwtje.
Bij sommige goedkope uurwerken is de slinger een houten staaf waarop een ornament is geklemd. Dat ornament kan verschoven worden.
De meeste uurwerken hebben een slinger met een gewicht waarvan de hoogte met een schroef kan worden versteld. 
Loopt de klok achter, dan kort men de slinger in. Loopt de klok voor, dan moet het gewicht lager worden gesteld.

## Geschiedenis
Oudere uurwerken hadden een foliot, een verticale as met daarop een horizontale staaf met gewichtjes. Een dergelijk uurwerk is minder nauwkeurig. Het echappement is hier reeds aanwezig.
De uitvinder van het slingeruurwerk is Christiaan Huygens. Hij verkreeg het patent op het slingeruurwerk in 1657. Huygens deed proeven met de uurwerkslinger in de Oude kerk van Scheveningen; vandaar dat het de Scheveningse slinger wordt genoemd in uurwerkmakerskringen.
De pendule met een opwindmechanisme en een veer was een enorme verbetering ten opzichte van klokken die uitsluitend met een dalend gewicht werden aangedreven. In de 17e eeuw werden de eerste pendules in vierkante tafelklokken gemonteerd. In de loop van de 18e eeuw werden de klokken steeds fantasierijker uitgevoerd. Aan het Franse hof geraakten klokken met vuurvergulde bronzen beelden, bronzen beelden en in de allerrijkste kringen zoals bij Madame de Pompadour en Madame Du Barry ook biscuit porselein en beschilderd geglazuurd porselein in de mode.

## Regulateur
Een van de verbeteringen is de compensatieslinger, waarvan de lengte temperatuursonafhankelijk is. Een voorbeeld dat men vooral in antieke klokken voor huiselijk gebruik aantreft zijn slingers van het zogenoemde regulatortype. (Zie de afbeelding hiernaast, F is ijzer en C is koper.) Doordat koper meer uitzet dan ijzer zal bij veranderende omgevingstemperatuur de slingerlengte constant blijven. Essentieel is dat de middelste van de negen "stangen" slechts aan de uiterste bovenzijde fysiek aan de rest van de slinger bevestigd is en dat de middelste stang dus door gaten in de onderste horizontale elementen vrij beweegt.
Bij moderne klokken met het uiterlijk van een regulatorklok lijkt de slinger wel van het regulatortype, maar dat is vrijwel altijd misleiding.
Doordat de temperatuur van een moderne huiskamer redelijk constant is, is een compensatieslinger niet noodzakelijk.

## Elektromagnetische aandrijving
Een bijzondere variant van de slingeruurwerken zijn de uurwerken met een elektromagnetische aandrijving. Bij deze uurwerken wordt de slinger in beweging gehouden door magnetische aantrekking of wordt een gewichtje periodiek losgelaten tegen een palletje dat aan de slinger zit en deze zodoende een duwtje geeft. Deze variant komt zowel als eenvoudig uurwerk voor als precisie-uurwerk. In het laatste geval gaat het vaak om moederklokken.